# Batman: The Caped Crusader
Batman: The Caped Crusader es un videojuego de acción, desarrollado por FX Special Software (Jonathan Smith, Charles Davies y Keith Tinman) y publicado en el año 1988 para las plataformas de Apple II, Commodore Amiga y PC, una segunda versión fue desarrollada por Ocean Software y publicada para ZX Spectrum y Commodore 64.

## Modo de juego
Su modo de juego es similar a los videojuegos de pelea Arcade solo que con pequeñas diferencias, como paneles de historieta en las peleas para simular los cómics de Batman. En este juego, Batman se enfrenta a dos de sus adversarios más conocidos, El Pingüino y El Guasón. El juego se divide en dos partes diferentes, una para cada villano. Estas partes son independientes y pueden jugarse en cualquier orden. Batman utiliza puñetazos, patadas y su batarang para luchar contra los secuaces de los villanos.

## Recepción
La versión original del juego tuvo una calificación de 9/10 por parte de Your Sinclair, quien alabó los gráficos coloridos y expresivos y la inclusión de dos aventuras independientes. Computer Gaming World también dio una crítica positiva, elogiando los gráficos, especialmente el de la Atari ST. Sin embargo, el juego no destacó en los puzles ni en las peleas contra los villanos principales.